# Madden NFL 99
Madden NFL 99 est un jeu vidéo de football américain sorti en 1998 et fonctionne sur PlayStation, Nintendo 64 et Windows. Le jeu a été développé et édité par Electronic Arts.
Le jeu fait partie de la série Madden NFL.

## Accueil
- GameSpot : 8,5/10 (N64)[1] - 8,3/10 (PS)[2] - 8,8/10 (PC)[3]